# 克拉斯-阿克塞尔·韦塞尔
克拉斯-阿克塞尔·韦塞尔（瑞典語：Claës-Axel Wersäll，1888年6月26日—1951年2月12日），瑞典男子体操运动员。他曾获得1912年夏季奥运会体操比赛男子团体瑞典式金牌。他于1951年在丹德吕德市去世，享年62岁。